# やぶさめのため池
やぶさめのため池（やぶさめのためいけ）は、島根県江津市桜江町市山にあるため池である。2010年（平成22年）3月25日に農林水産省のため池百選に選定された。

## 概要
この地の棚田が流鏑馬の場として使用されていたことに由来しており、近隣の市山八幡宮建立当初由緒ある地でもあったが昭和末期に耕作が放棄され原野となっていた。
2007年（平成19年）に「市山環境保全会」を結成し、2年をかけ池周辺の整備と下流の棚田を再生させし、ナノハナやコスモスを植栽し小学生と共にの棚田の農業の場体験学習や自然環境の保全や学習の場および地元住民の交流の場として、地域住民の力により再生された9面棚田を灌漑するため池である 。

## 自然
池はモリアオガエルの産卵場所となっており、また棚田周辺にはヤマアカガエル、イチョウウキゴケ、ケラ、ドジョウ等が多く見られる。子ども達の生き物観察やため池の復活が契機となって「地域の資源は地域が守る」という考えが地域内に浸透してきており、地域の人々による植栽、池の維持管理なども積極的に行われている。
周辺の棚田の一部では地元小学生により黒米の栽培、収穫が行われており、ため池から水田にかけての多様な生物の観察も行われている。

## アクセス

### 道路
- 島根県道41号桜江金城線

### 公共交通機関
- 三江線川戸駅